# Crestline (Kalifornia)
Crestline – census-designated place w stanie Kalifornia, w hrabstwie San Bernardino. Liczba mieszkańców 10 770 (2010).
CDP położone jest w górach San Bernardino na wysokości 1 406 m n.p.m. W granicach osady znajduje się sztuczne jezioro Gregory (Lake Gregory) wraz z parkiem - popularne miejsce rekreacji i wypoczynku.